# Kejbl
Kejbl (енгл. Cable) (Nejtan Samers) (енгл. Nathan Summers) izmišljeni je lik koji se pojavljuje u strip-časopisima izdavačke kuće Marvel komiks. Lik se prvi put pojavio kao Nejtan Samers u Opasni X-Men #201 (Januar 1986) dok se za njegov identitet Kejbl pobrinuo pisac Luis Simons i pisac/ko-autor Rob Laefeld pojavljujući se prvi put u Novi Mutanti #87 (Mart 1990). Rodio se u sadašnjosti Marvelovog univerzuma koji je poslat u daleku budućnost.

## Istorija Objavljivanja

### Nastanak
Lik se prvi put kratko pojavio u Novi Mutanti #86 (Feb. 1990) praćen punim pojavljivanjem u Novi Mutanti #87 (Mart 1990). Iako je crtač Rob Laefeld zaslužan za veći deo izgleda, njegovog imena i ličnosti, tvrdi se da Kejbl dobio inspiraciju od urednika Bob Haras. Laefeld objašnjava nastanak.
| „ | Dobio sam direktivu da stvorim novog vođu za Nove Mutante. Nije mi dato ime, ni opis samo da bude "čovek od akcije", suprotnost od Ksavijera. Stvorio sam izgled, dao mu ime, i napisao veći deo njegove prošlosti. Pošto sam ga nazvao Kejbl, Bob je predložio Kvin, a Luis Komandir X. | ” |

### Novi MutantiiX-Sila
Kejbl je prvi put viđen u borbi sa Strajf Mutantski Front Oslobođenja(eng. Mutant Liberation Front),Vlada SAD, i Fridom Fors(eng. Freedom Force). Novi Mutanti su intervenisali zato što je tražio pomoć protiv Mutantskog Fronta Oslobođenja. Kejbl ih je video kao potencijalne vojnike u njegovom ratu protiv Strajf. Postao je njihov učitelj i vođa, opremajući ih. Došao je u sukob sa Vulverin, napomenuti da su njih dvojica imali staru zavadu između njih. Kejbl i Novi Mutanti pridružili su se Vulverinu i Sanfajer protiv Mutantskog Fronta Oslobođenja. Kejbl je takođe vodio mutante protiv Genoša.
Uspomoć Domino, Kejbl je reorganizovao Nove Mutante u X-Sila. Novi Mutanti strip se završio sa brojem #100, sa Kejbl i drugim likovima koji se pojavljuju sledećeg meseca u X-Sila #1. X-Sila serija stripa pruzila je dalji uvid u Kejblovu prošlost otkrivajući da je došao iz budućnosti i da je došao u prošlost sa namerom da spreči Strajfovove planove i sa namerom da spreči Apokalipsa povratak. Kejbl je putovao između 1990 i njegove budućnosti sa njegovim brodom Grejmalkin, koji sadrži osetljiv kompjuterski program nazvan Profesor, buduća verzija programa ugrađenog u X-Faktor Brod.Шаблон:Issue
U 1992, lik je imao dve miniserije stripa, nazvane Kejbl: Krv i Metal, koji je pisao Fabian Ničeica, crtao Džon Romita, Mlađi, i bojio Den Grin, objavljen u Oktobru i Novembru te godine. Strip je objašnjavao tekuću borbu Kejbla protiv Strajfa, i efekat koji je imala na ljude oko njih.

### Kejbl(vol. 1) iVojnik X
Ubrzo nakon Kejbl: Krv i Metal dobio je svoj tekući naslov nazvan Kejbl. Broj stripa #6 (Decembar 1993) potvrdio je da je Nejtan Kristofer Samers, sin Kiklopa(Skot Samers) i Madelin Prajor(Klon Džin Grej) poslat u budućnost u X-Faktor #68 (Jul 1991), predstavio ga je pisac Kris Klaremont, koji se pojavio u Opasni X-Men #201 (Jan. 1986). Strip je trajao do 107 brojeva, od Maja 1993 do Septembra 2002 pre nego što je lansiran kao Vojnik X, koji je trajao još 12 brojeva do Avgusta 2003. Strip je u početku imao problema da sastavi stabilan kreativan tim. Tim pisaca/crtača nije mogao da završi tri stripa u nizu dok se nisu pojavili Džef Loeb i Ian Čurčil koji su počeli rad sa brojem #20 i završili sa #35. Loeb i Čurčil pružili prvi primer stabilnosti, radeći zajedno na petnaest od dvadeset brojeva od #20–39. Tokom toga, istraživali su Kejblovu prošlost, njegova osećanja prema Nejtan Grej, njegov odnos sa Domino i Blekusmit, dalje avanture sa Kejnom, Šugarmen i Mikrouniverzum.
Stripom izdatim u 1994 zvan Avanture Kiklopa i Feniks pružio dalji uvid u likovu prošlost. U budućnosti. Majka Askani, vremenski zamenjena Rejčel Samers povukla je umove Skota i Džin u budućnost gde kao "Slim" i "Red", odgajali Kejbla dvanaest godina. Tokom tog vremena zajedno, "porodica" sprečila da Apokalipsa posalje svoj esenciju u novo telo, sprečavajući njegovu vladavinu terora. Dalje uspostavljeno da Mister Sinister stvorio Kiklopovog sina Nejtana (koji je postao vremenski vojnik Kejbl) kako bi uništio Apokalipsa.

### Kejbl i Dedpul,Kejbl(vol. 2)
Pošto se njegova solo serija stripa završila, uparen je sa plaćenikom Dedpul u novoj tekućoj seriji nazvana Kejbl i Dedpul. Strip se umnogim bavio Kejblovim pokušajevima da promeni svet nabolje, uključujući i tim pretvaranjem njegovog svemirskog broda Grejmalkin u plutajuće ostvro Providens . Prvi deo poglavlja priče prikazuje Kejbla kako je naučio da suzbije tehno-organski virus skoro na beznaporan stepen, dozvoljavajući mu da pristupi ogromnom delu njegovih psihičkih moći. Dobija nivo moći sličan nivou njegovog duplikata Nejtan Grej iz Doba Apokalipse sveta pokušavajući da ih iskoristi kako bih ljudi živeli u miru. Koristeći moći ovom jačinom takođe znači da će umreti zbog velike energije koje njegovo telo održava. Pokušava da ostvari planove brzo, pobeđujući X-Men. Pover Pek i S.H.I.E.L.D. bez imalo truda. Preokreću bitku u svoju korist protiv Kejbla dovodeći Srebrnog Letača. Tokom njihove bitke zgrade se ruše ali se odmah izgrađuju u prvobitno stanje zbog Kejblove ogromne psihičke moći. Kejbl pokušava da ubedi Srebrnog letača u njegove dobre namere ali to je bezuspešno. Iako je Kejbl uspeo da uništi njegovu dasku i uspeo da izdrži protiv Srebrnog Letača, biva pobeđen kad on uništava Kejblovu ruku. Uspeva da se oporavi, ali njegove psihičke moći ravne su nuli. Oko tog vremenskog perioda Kejbl postaje član X-Men koji se sastoji od Roug, Ajsmen, Kenonbal, Sejbertut, Mistik, Lejdi Mastermajnd, i Omega Sentinel. Spremajući se za Mesija Kompleks Kejbl je očigledno umro kad je detonirao ostatke Providens sprečivši Gambit i Sanfajer da ukradu njegovu bazu podataka, zbog čega se ostatak stripa fokusirao na Dedpula u sledećih šest brojeva. Ova serija stripa ukinuta je kod petnaestog broja i zamenjena sa serijom svojih stripova koja učestvuju ova dva lika.
Otkriveno je da je Kejbl preživeo i da ima mutatnsku bebu devojčicu koji su, Pljačkaši, i Pročišćivači tražili tokom Mesija Kompleks stripa. U 2008, Marvel Comics izbacio Kejbl vol. 2, novu tekuću seriju od strane pisca Duan Šverzinski i crtača Ariel Olivieti. Ova nova serija prati direktno događaje iz "Mesija Kompleks". Strip prati Kejbla, i njegovo mesija dete kroz vremenske avanture. Opasnosti od budućnosti i potere od strane Bišop balansirani su humorom od strane da je "Kejbl vojnik" postao "Kejbl dadilja".
Otkriveno je da je Kejbl i mesija dete našli utočište u budućnosti u zabačenom bezbednom gradu Nova Sloboda.Tu se, Kejbl venčao sa lokalnom devojkom, Houp, koja kasnije umire štiteći dete. Kejbl odlučuje da je nazove Houp, u čast umrete maćehe.
U 2009, Kejbl (vol. 2) strip imao je zajednički nastup X-Sila, X-Sila/Kejbl: Mesija Rat, što čini drugu priču u trodelnom stripu koji je počeo X-Men: Mesija Kompleks.
Posle događaja u stripu "Mesija Rat", Houp i Kejbl su razdvojeni u vremenu, pojavljujući se u istom mestu ali različitim godinama. Kada Kejbl dodiruje to mesto u vremenu pojavljuje se dve godine kasnije posle Houp, polako gubeći kontrolu nad svojim telom zbog tehno-organskog virusa koji se nalazi u njemu. Ono menja njegov izgled toliko da Houp ne može da ga prepozna.Шаблон:Issue Konačno, Bišop, koristeći svoje ime kao način da prikaže sebe kao božije biće, ih sustiže, ali Kejbl i Houp odleću u svemir poslednjim svemirskim brodom koja planeta imala. Bišop naouružan termonuklearnim uređajem u ruci, objavljuje kako da zna da napravi svoj brod i da je samo pitanje vremena.
Kejbl je ukinut u Aprilu 2010 sa brojem #25 (završni broj nazvan Dedpul i Kejbl #25).
U 2010 događaj Drugi Dolazak zasnovan na dešavanjima Mesija Kompleks i ukinutog Kejbl serija stripa, i kao deo priče, lik je ubijen. Unutar pripovedi, lik se podleže tehno-organskom virusu koji se nalazi u njegovom krvotoku dok drži vremenski portal koji omogućio ćlanovima X-Sila da pobegnu iz budućnosti. Smrt je prikazana u X-Sila #28 pisan od strane Kreg Kajl i Kris Jost, koji su napomenuli da "Za nas, Kejbl je uvek bio lik čiju bi smrt on sam stavio ispred sebe - ako bi to bilo potrebno da završi misiju, i ne bi se premišljao"

### Osvetnici: X-Sankcija
Na Juli 27, 2011, Marvel je najavio na San Dijego Komik Kon povratak Kejbla. Novi projekat, prvobitno nazvan kao "Kejbl:Preporođen", preimenovan je u OSvetnici: X-Sankcija, napisan od stran Džef Loub i crtan od Ed MekGinisa. Ova miniserija stripa služiće kao uvod u Avengers vs. X-Men priču sa početkom u Aprilu 2012..
Kada je bio teleportovan u budućnost tokom poslednjeg čina u stripu, Kejbl je naučio od svog starog mentora, Blekusmita, da će Houp očigledno umreti u nesreći čiji uzrok će biti Osvetnici, terajući ga na brz povratak kroz vreme pokušavajući da iskoristi poslednja 24 sata svog života pre nego što tehno-organski virus obuze njegovo telo kako bih zaustavio Osvetnike pre nego što ubiju Houp.
Iako uspeva da pobedi Kapetan Amerika, Soko, i Ajron Men, uhvaćen je nespreman od strane Crvenog Halka, misleći prvo daje Crveni Halk "Talbot",zlikovac iz budućnosti, pre nego što ga informiše sa sumornim zadovoljstvom da je on neko skim se još nije borio. Uspomoć Blekusmit - sećanja otkrivaju da su otkrili razne anti-mutant tehnologije u Osvetničkoj Villi - Kejbl uspeva da odbije Crvenog Hulka, delom ga inficirajući sa tehno-organskim virusom, ali biva prekidan od strane Houp i Kiklopa, koji osuđuju njegove akte kao nepotrebne, što je kulminiralo Vulverinom i Spajder-men koji ga napaduju i daju obećanje da će ga vratiti Osvetnicima.. Tokom borbe sa Vulverinom, Spajder-men je poražen od strane Kiklopa, dok Blekusmit ubeđuje Houp da odbije Kejblove poteze oslobađajući Osvetnike, uzimajući bombu kojom je Kejbl pretio da će ih dići sve u vazduh dok je Crveni Hulk izbacio tehno-organski virus iz organizma.
Osvetnici su nastavili da se bore sa Kejblom dok skoro nije umro od borbe i virusa, Kiklop traži da odvede sina kući, dok Kapetan Amerika insistira da Osvetnici zadrže oružje i brod. Nazad na Utopiji, Blekusmit pomaže Houp da shvati da još uvek može da spasi Kejbla, ona poče upijati tehno-organski virus pre nego što počne ispoljavati Feniks Sila Raptor po prvi put oko nje same. Kad nestane, Kejbl je izlečen ne samo od naprednog upada virus, već celog, jer njegova ruka je prikazana da je organska zajedno sa levim okom, ali ostaje u katatonično stanje. Posle toga, Kejbl i Kiklop pričaju telepatski, sa Kejblom koji informiše svog oca da je Houp zaista Feniks i da je njena sudbina da spase zemlju od nepoznate katastrofe. Nastavlja da će doći rat sa Osvetnica i da je potrebno da je Kiklop zaštiti. Kejbl obećava da će biti tamo kada bude bio potreban u budućnosti.

### Kejbl i X-Sila
Kejblovo sledeće pojavljivanje bilo je u novoj seriji stripa nazvan, Kejbl i X-Sila od pisca Denis Houples i crtača
Salvador Laroka. Strip je debitovao u Decembru 2012 i prikazuje Kejbla i novi tim begunaca, nezvanično nazvan od strane Marvel Univerzum medija kao nova "X-Sila" Ova verzija X-Sila prvobitno se sastojao od Kejbl, Kolosus, Doktor Nemesis, Domino, i Fordž. Ova serija stripa se fokusira na otklanjanju katastrofa zasnovana na misterioznim vizijama koje Kejbl dobija, pribegava na običajnije više brutalne metode koje X-timovi koristili.

## Karakterizacija
Prema Duan Šverzincki, iako je pisac "propustio Kejblov vrhunac u ranim 1900," Kejbl je vrsta antiheroja, misteriozna, Čovek od juče mutantske vrste. Da je [Šverzincki imao]
nejasnoće sa prošlom godinom, to je zato što bio suviše moćan. Kejbl može da se stvori bilo gde na planeti, uzme pivo iz frižidera uspomoć moći, i to pivo smrska u svoju metalnu ruku." Kad je pitan da li je Nejtan Samers tragična figura u njegovim mislima, Šverzincki je odgovorio da, "Kejbl još odličan vojnik, bez greške. Ali [misija da zaštiti Houp Samers u X-Men: Mesija Rat] razbija ga kao što ga pre nikad nije razbilo pre" i rekao je "[čitaoci] videti Kejbl kako se bori sa novim telesnim problemom, jednim rođenim iz njegovog iskustva u 'Mesija Rat.'"

## Sposobnosti i moći
Kejbl je rođen sa telepatskim i telekinetskim sposobnostima, međutim, domet do kojih je uspeo da iskoristi ove moći varirali su dramatično kroz njegova pojavljivanja u stripovima. U početku bili su ograničeni da suzbije techno-organsku infekciju i njegove moći bile su zanemarljive u poređenju sa njegovim tradicionalnim borilačkim veštinama. Međutim, prateći opadanje njegove infekcije moći su postepeno rasle do te tačke gde su bile slične u jačini sa Nejt Grej, sa kojim je genetski identičan. Na njihovom vrhuncu, demonstrirao je sposobnost da istovremeno levitira ploveći grad Providens i bori sa Srebrnim Letačem
Prateći tu priču, njegove moći su izgorele i zamenjene tehnološkim zamenama. Kasnije je izjavio da su njegova telepatija i telekineza izbledele u ništa.
Kada sin Profesora Ksavijera Legija putovao nazad kroz vreme da ubije Magneta u "Legijing Zadatak" stripu, Bist opažava da Kejbl poseduje "latentne sposobnosti putovanja kroz vreme". Uz pomoć Shi'ar tehnologije, Profesor Ksavijer "pali" ovu sposobnost dok Džin Grej telekinezom držu Kejblovo telo zajedno, omogućavajući da pošalje svest u prošlost.
Tokom Mesija Rat stripa, u bici sa njegovim klonom, Strajf, Kejbl demonstrira sposobnost da sakrije druge od Strajfovog mentalnog pogleda, nagoveštavajući da ima deo njegovih telepatskih moći. Takođe poseduje deo telekineze, ali koristi samo kako bih održao tehno-organski virus na svoje mesto.
Delovi tehno-organskog tela poseduju snagu i izdržljivost, a njegovo tehno-organsko levo oko daje mu pojačano čulo vida, omogućavajući da vidi dalje nego ljudsko oko i infrared spektrum boja. Sposoban je da promeni tehno-organske delove tela u mašineriju, koristeći dahakuje u kompjutere, otvori elektronske brave, i putuje kroz vreme.
Na kraju Osvetnici: X-Sankcija, Kejbl je očigledno uspeo da se oporavi od tehno-organskog virusa od Feniks Sila (kroz Houp Samers), i izgleda da je zadržao svoju telepatiju. Kao rezultat njegovo kibernetičko oko i ruka obnovljeni su i sad su od krvi i mesa, iako skoro nefukcionalni i zakržljali, terajući Kejbl da nosi povez preko oka i da koristi pojačanu protezu, napravljenu od strane Fordž sa specijalnim naoružanjem.
Kejbl je počeo koristiti oružje nalik koplju nazvano Psi-Mitar, koje je orignalno bio dugački štap sa oštrim vrhom na jednoj strani a kosa sečivo na drugoj, koje su najpre koristili Askani. Funkcioniše kao fokus i pojačivač za telepatske i telekinetičke moći, koje mogu da se koriste kao projektilni udari.

## Druge verzije
Pored glavnog Marvel Univerzum oličenja Kejbl je predstavljem i u drugim izmišljenim univerzumima.
U Kejbl i Dedpul seriji stripa u priči "Enema od Države", Dedpul i mutanti Kenonbol, i Sirin otkrivaju više različitih verzija Kejbla kako putuju pomoću "Bodislajda", tražeći Kejbla pošto on nestane. Oni ostaju kratko u svakom univerzumu, dok Dedpul traži Kejbla "iz" njegovog univerzuma. Susreću se sa zlom verzijom Kejbla koji postaje jedan od četira jahača Apokalipse, Rat. Druge verzije uključuju guru-vrsta Kejbla znan kao "Brat Nejtan", na kojoj alernativnoj zemlji 11 nasilja su ukinuta, a Falanks-Kejbl, obuzet od strane tehno-organskog virusa u njegogov telu, i Kejbl "Kuće M" stvarnosti, siroče koje se Mister Sinister stara na mirnoj Nebraska farmi, zbog kog Dedpul konačno shvata da je ovo njegov Kejbl. Dedpul je ugrabio malo dete, i vratio ga u svoj univerzum, i brinuo za Nejtana, koji je brzo odrastao zbog Dedpulove DNK koja mu je ubrizgana.
Kejbl se pojavljuje u Marvel Zombiji 2. Kejbl je nezaražen, primoran da radi za Akolajts kako bih zauvek okončao zombi virus. Uspomoc Fordž, izgrađuje nove veštačke udove za Blek Pantera, pošto je zombi Henri Pim pojeo originalne.
U postavljanju priče Zemlja X, Tehno-organski virus preuzeo je Kejblovo telo, pošto je postao mehur organskog metala.
U Dedpul Palp stripu, Kejbl je sad "General Kejbl", koji, zajedno sa Strajf (takođe General) i Dž. Edgar Huver, upošljavaju nekadšnjeg CIA agenta Vejd Vilsona da povrati nuklearnu tašnu.
U fantazijskom svetu predstavljen u grafičkom romanu Vulverin: Rahne of Terra, Kejblov duplikat je čarobnjak nazvan Mejdž, koji nosi Vorlok štap i samostrel.
U Ultimat X-Men, Kejbl je buduća verzija Vulverina koji odlazi u prošlost da uhvati Profesora Ksaviera, vraćajući ga u budućnost da ga istrenira za nadolazeću borbu sa alternativnim verzijama Apokalipsa. Posle Apokalipsove smrti, Kejbl nestaje iz postojanja.
U dvodelnom stripu nazvan Šta ako... pita se, "Šta ako je Kejbl uništio X-Men?" U ovoj prići, Kejbl se bori sa Profesor X i X-Men oko njihovog verovanja i različitostima. Konačno, Kejbl grupu mutanata lojalna njemu da ubiju Profesora, Kiklop, i Džin Grey pre nego što kreću u nasilnu borbu. Kejbl biva ubijen Vulverinaa ali njegova dela su već prouzrokovala dalju opresiju mutanata. Magneto pokušava da zauzme kontrolu Amerike u haous, ali je ubijen od strane novih plastičnih Sentinel, koji odlučuju da porobljavanje ljudi je najbolji način da istrebe mutante. Međutim, Vulverin sastavlja od nekoliko preživelih mutanata da se bore kao novi tim X-Men.
X-Men Zauvek je alternativni univerzum napisan od strane Krisa Klermonta koji se događa posle stripa X-Men vol. 2, #3. U njemu je otkriveno da X-Faktor sukob sa Apokalipsom završila drugačije - Nejtan je spašeb, ali ostario nekako od bebe u malo dete. Nejtan živi sa njegovom babom i dedom na Aljasci. Napad od misterioznih agenata tera ih da premeste Nejtana u zaštitnu pritvor Stardžemera. Prikazan je kako poseduje telepatske moći. Kejbl se pojavljuje u jednom panelu stripa ali veza između Kejbla i Nejtana nema.

## Pojavljivanja u drugim medijima

### Televizija
- Kejbl je imao šest pojavljivanja u X-Men: Animirina Serija u epizodama "Ostrvo robova", "Lek","Vremenski begunci" i "Izvan Dobrog i Lošeg" glas mu pozajmljujući Lorens Bejn u engleskoj verziji i Tesshō Genda u japanskoj. Ova verzija poseduje zaštitni znak metalnu ruku koja je bioničkog porekla radije nego tehno-organskog virusa. Nikad nije prikazan kao telepata ali je koristio telekinezu u jednoj epizodi. Predstavljen je kao da dolazi iz godine 3999, gde vodi armiju u očajnom ratu protiv sile besmrtnog zlikovca Apokalips. Prikazano je da postoji veza Kejbl, Džin Greja, i Kiklopa; Džin Greja skenira Kejblov um u jednoj epizodi i detektuje slike nje i Kiklopa. Ona govori Skotu, "Da je važan budućnosti...našoj budućnosti, više nego što možeš da zamisliš. U epizodi "Vremenski Begunci" Kejbl je prikazan kako koristi osetljiv kompjuter, sličan Profesoru iz stripova. U epizodi "Izvan Dobrog i Lošeg", koristi vremensku mašinu Grejmalkin da putuje kroz vreme da uništi Apokalipsa.

### Film
- U 2009, Marvel je pokušao da angažuje tim pisaca da pomogne da dođe do kreativnih načina da lansiraju manje poznate svojstva, kao što su Blek Panter, Kejbl, Ajron Pesnica, Najthok, i Vizija.[53]

### Video Igre
- Kejbl se pojavljivao kao igrivi lik u borilačkoj igri Marvel vs. Capcom 2 ponovo mu pozajmljujući glas Lorens Bejn.
- Kejbl je ekskluzivni tajni lik u PSP verziji igre X-Men Legende II: Uspon Apokalipse.
- Slično, Kejbl je bio tajni lik u Sega Gejm Gir igri X-Men 2: Game Master Nasleđe.
- Kejbl je viđen u igri X-Men: Vladavina Apokalipse za Gejm Boj Advans
- Kejbl se pojavljuje u igri Marvel: Ultimat Aliajansa 2

glasovne glume Kejt Ferguson. On je neigrivi lik i služi kao neprijatelj u Pro-Registrovanje strani. U Pro-Registrovanje pričim heroji se bore u Anti-Registracija bazi u Nju Džersi. Posle poraza, Kejbl je uhapšen. On i Herkul posle bivaju spašeni. U Anti-Registracija strani, on komanduje igračom tokom Nju Džersi bazne misije. U sceni sahrane prateći Zatvir 42 incident, Kejbl je prikazan među nestalim i prepostavljenim mrtvim herojima što ukazuje da je upijen u Fold. U Xbox 360 i PlayStation 3 verzijama igre, on je šest moguće skinutih likova.
- Kejbl ima kratku scenu u Dedpulovom kraju u Ultimat Marvel vs Capcom 3.
- Kejbl je igrivi lik u Marvel Super Hero Squad Online.
- Kejbl se pojavljuje kao otljučivi lik u Marvel: Alijansa Osvetnika.
- Kejbl je lik koji podržava Dedpul

, koji mu glas pozamljuje Fred Tataskiore. On povremeno pomaže Dedpul u rešavanju neprijatelja sa svojim masivnim futurističkim oružjem. U igri, Kejbl je vremenski putovao do Genoša da kaže Dedpulu važno upozorenje, ali dosađuje Dedpula do tačke do koje on ubija sam sebe. Kasnije reprogramirava Sentinel čizmu da odvede Dedpula do Magnetove tvrđave, koja (prepostavljeno) odlazi u nered. Pojavljuje se u poslednjoj sceni, potvruđujući da je Dedpul ubio pravog Mister Sinister.
- Kejbl je igrivi lik u MMORPGMarvel Heroji glas mu dajući Džejms M. Konor[56]

## Uticaj
Crtač Aleks Ros počeo je da prezire Laefeldov dizajna Kejbla kad je Ros stvorio lik Magog za mini seriju Kingdom Kam. Prateći instrukcije Mark Vejd da likov izgled bude zasnovan na aspektima superheroja koji su bili popularni u to vreme, Ros je rekao o Kejblu, "Lik koji je Mark Vejd izmislio je rekao mi je da smislim najgore moguću, Rob Laefeld dizajn koji možeš. Ono što sam kopirao bile su dve glavne stvari - dizajn Kejbla. Prezirao sam ga. Izgledalo je kao da su stavili sve moguće na lika - ožiljke, stvar sa okom, ruka, i šta je sa tim svim puškama? Ali stvar je, kad sam stavljao elemente zajedno sa šlemom na Šaterstar - mislim da je to njegovo ime - pa, ram rogova i zlato, i odjednom je bilo dobro i osećao sam srećno sa tim dizajnom u celom stripu."

## Nagrade
Kejbl #34–35 bio je deo "Onslot" priče, koja je dobila najviše glasova Vodiča za kupovinu stripa Nagrade za Najbolju Strip Priču 1997.

## Sakupljena Izdanja
Lista izdanja su na engleskom jeziku.

### Cablevolume 1 (1993 series)
| Title (Trade Paperback/ Hardcover)                   | Material collected                                                                                       | Publication date | ISBN                         |
| ---------------------------------------------------- | --- | ---------------- | ---------------------------- |
| Cable Classic: Vol. 1 (TPB)                          | New Mutants (Vol.1) #87; Cable: Blood and Metal; Cable (Vol.1) #1–4                                      | March 2008       | 0-7851-3123-X                |
| Cable Classic: Vol. 2 (TPB)                          | Cable (Vol.1) #5–14                                                                                      | August 2009      | 0-7851-3744-0                |
| Cable Classic: Vol. 3 (TPB)                          | Cable (Vol.1) #15–20, Wolverine (Vol.2) #85                                                              | August 2012      | 0-7851-5972-X                |
| Cable and X-Force Classic: Vol. 1 (TPB)              | Cable (Vol.1) #21–28; X-Force (Vol.1) #44–48                                                             | May 2013         | 0-7851-8432-0 Невалидан ISBN |
| X-Man: The Man Who Fell to Earth (TPB)               | Cable (1993) #29–31; Excalibur (1988) #95 and X-Man #5–14                                                | July 4, 2012     | 978-0785159810               |
| X-Men: Prelude to Onslaught (TPB)                    | Cable (Vol.1) #32–33; X-Men (Vol.2) #50; Uncanny X-Men (Vol.1) #333; X-Man #15–17,                       | April 2010       | 0-7851-4463-3                |
| X-Men: The Complete Onslaught Epic Vol.1 (TPB)       | Cable (Vol.1) #34; X-Force (vol. 1) #57; X-Men (Vol.2) #53–54; Uncanny X-Men (Vol.1) #334–335; and more. | December 2007    | 0-7851-2823-9                |
| X-Men: The Complete Onslaught Epic Vol.2 (TPB)       | Cable (Vol.1) #35; X-Force (vol.1) #58; X-Men (vol.2) #55, Uncanny X-Men (Vol.1) #336; and more.         | June 2008        | 0-7851-2824-7                |
| X-Men: The Complete Onslaught Epic Vol.4 (TPB)       | Cable (Vol.1) #36; X-Men (Vol.2) #56–57; Uncanny X-Men (Vol.2) #337; Onslaught: Epilogue and more.       | January 2009     | 0-7851-2826-3                |
| X-Men: Operation Zero Tolerance (HC)                 | Cable (Vol.1) #45–47; X-Force (vol.1) #67–70; X-Men (vol.2) #65–70; and more.                            | August 2012      | 0-7851-6240-2                |
| X-Men Vs. Apocalypse Vol.1: The Twelve (TPB)         | Cable (Vol.1) #75–76; Uncanny X-Men (vol.1) #376–377; X-Men (Vol.2) #96–97; Wolverine (Vol.2) #146–147   | March 2008       | 0-7851-2263-X                |
| X-Men Vs. Apocalypse Vol.2: Ages of Apocalypse (TPB) | Cable (Vol.1) #77; Uncanny X-Men (vol.1) #378; X-Men (Vol.2) #98; The Search for Cyclops #1–4; and more. | September 2008   | 0-7851-2264-8                |
| X-Men: Powerless (TPB)                               | Cable (Vol.1) #78; X-Force (Vol.1) #101; Uncanny X-Men (vol.1) #379–380; X-Men (Vol.2) #99; and more.    | August 2010      | 0-7851-4677-6                |
| X-Men: Dream's End (TPB)                             | Cable (Vol.1) #87; Uncanny X-Men (vol.1) #388–390; Bishop: The Last X-Man #16; X-Men (Vol.2) #108–110.   | December 2004    | 0-7851-1551-X                |
| Cable: Shining Path (TPB)                            | Cable (Vol.1) #97–100                                                                                    | May 2002         | 0-7851-0909-9                |
| Cable: The End (TPB)                                 | Cable (Vol.1) #101–107                                                                                   | November 2002    | 0-7851-0963-3                |

### Cablemini-series
| Title (Trade Paperback/ Hardcover)          | Material collected                                | Publication date | ISBN          |
| ------------------------------------------- | ------------------------------------------------- | ---------------- | ------------- |
| The Adventures of Cyclops and Phoenix (TPB) | The Adventures of Cyclops and Phoenix (1994) #1–4 | January 1996     | 0-7851-0171-3 |
| Askani'son (TPB)                            | Askani'son (1996) #1–4                            | September 1997   | 0-7851-0565-4 |
| X-Force and Cable: Legend Returns (TPB)     | X-Force (Vol.2, 2005) #1–6                        | April 2005       | 0-7851-1429-7 |

### Cablevolume 2 (2008 series)
| Title (Trade Paperback/ Hardcover)             | Material collected | Publication date | ISBN                                                                               |
| ---------------------------------------------- | --- | ---------------- | ---------------------------------------------------------------------------------- |
| Cable Vol. 1: Messiah War                      | Cable (Vol.2) #1–5 | January 2009     | 0-7851-3226-0 (hardcover); 0-7851-2973-1 (softcover)                               |
| Cable Vol. 2: Waiting for the End of the World | Cable (Vol.2) #6–10; King-Sized Cable | June 2009        | 0-7851-3391-7 (hardcover); 0-7851-2973-1 (softcover)                               |
| X-Force/Cable: Messiah War                     | Cable (vol. 2) #11–15; Messiah War one-shot; X-Force (Vol.3) #14–16; X-Men: The Times and Life of Lucas Bishop #1–3; X-Men: Future History – The Messiah War Sourcebook | August 2009      | 0-7851-3157-4 (hardcover); 0-7851-3173-6 (softcover)                               |
| Cable Vol. 3: Stranded                         | Cable (vol. 2) #16–20 | February 2010    | 0-7851-4241-X (hardcover); 0-7851-4167-7 (softcover)                               |
| Cable Vol.4: Homecoming                        | Cable (vol. 2) #21–25; X-Men: Hope #1 | November 2010    | 0-7851-4509-7 Невалидан ISBN (hardcover); 0-7851-4168-6 Невалидан ISBN (softcover) |
| Avengers: X-Sanctions                          | Avengers: X-Sanctions #1–4 | December 2012    | 0-7851-5863-4                                                                      |

### Cable and X-Force(2013 series)
| Title (Trade Paperback/ Hardcover)           | Material collected                                                    | Publication date | ISBN          |
| -------------------------------------------- | --------------------------------------------------------------------- | ---------------- | ------------- |
| Cable and X-Force Vol.1: Wanted (TPB)        | Cable and X-Force (Vol.1) #1–5, Marvel Now! Point One (X-Force story) | May 2013         | 0-7851-6690-4 |
| Cable and X-Force Vol.2: Dead or Alive (TPB) | Cable and X-Force (Vol.1) #6–9                                        | November 2013    | 0-7851-6691-2 |

## Spoljašnje veze
- Cable at Marvel.com
- Spotlight On...Cable at UncannyXmen.net
- Comics Buyer’s Guide Fan Awards